# NGC 5
NGC 5 är en ganska ljussvag elliptisk galax i stjärnbilden Andromeda. NGC 5 ligger ganska ensam på stjärnhimlen, det ligger inte några ljusstarka djuprymdsobjekt i närheten. Den upptäcktes den 21 oktober 1881 av Édouard Stephan.